# Verticordia transversa
Verticordia transversa är en musselart som beskrevs av Étienne Alexandre Arnould Locard 1898. Verticordia transversa ingår i släktet Verticordia och familjen Verticordiidae. Inga underarter finns listade i Catalogue of Life.